# Pomeni imen asteroidov: 51001–52000
Pregled pomenov imen asteroidov (malih planetov) od številke 51001 do 52000, ki jim je Središče za male planete dodelilo številko in so pozneje dobili tudi uradno ime  v skladu z dogovorjenim načinom imenovanja. Pregled je preverjen z Schmadelovim “Slovarjem imen malih planetov” (“Dictionary of Minor Planet Names”). 
Pregled pojasnjuje izvor oziroma pomen imen asteroidov, ki ga je priznala Mednarodna astronomska zveza (IAU). Nekateri asteroidi imajo imajo dodatno pojasnilo o izvoru imena, ki pa vedno ni popolnoma zanesljivo (oznaka “†” ali “‡“). 
| Ime                  | Začasna oznaka | Izvor imena |
| 51001–51100          | 51001–51100    | 51001–51100 |
| 51101–51200          | 51101–51200    | 51101–51200 |
| 51201–51300          | 51201–51300    | 51201–51300 |
| 51301–51400          | 51301–51400    | 51301–51400 |
| 51401–51500          | 51401–51500    | 51401–51500 |
| -------------------- | -------------- | --- |
| 51406 Massimocalvani | 2001 DL108     | Massimo Calvani, italijanski astronom, predstojnik Astronomskega observatorija v Padovi (Osservatorio Astronomico di Padova) in v Asiagu od leta 1999 do leta 2005 †          |
| 51415 Tovinder       | 2001 ER13      | Pat Tovsen in njen soprog Philip Inderwiesen, ameriška zagovornika nadzorovanega svetlobnega onesnaževanja † Arhivirano 2006-06-23 na Wayback Machine. ‡                      |
| 51431 Jayardee       | 2001 FH9       | James R. Durig ("J. R. D."), astronom in oče odkritelja † |
| 51501–51600          |                | |
| 51599 Brittany       | 2001 HR24      | Brittany Johnson, nečakinja odkritelja † |
| 51601–51700          |                | |
| 51655 Susannemond    | 2001 JA        | Susanne Marie Emond, ameriški dietetik in prijatelj odkritelja † |
| 51701–51800          |                | |
| 51741 Davidixon      | 2001 KQ50      | David Dixon (rojen 1947), ameriški ljubiteljski astronom, ki je deloval na Observatoriju Jornada, Nova Mehika (zvezna država ZDA) † Arhivirano 2007-09-27 na Wayback Machine. |
| 51801–51900          |                | |
| 51823 Rickhusband    | 2001 OY28      | Rick D. Husband (1957 – 2003), ameriški astronavt, poveljnik raketoplana Columbia, ki se je umrl (skupaj z ostalimi astronavti) v nesreči raketoplana Columbia † ‡            |
| 51824 Mikeanderson   | 2001 OE30      | Michael P. Anderson (1959 – 2003), ameriški astronavt, ki se je umrl (skupaj z ostalimi astronavti) v nesreči raketoplana Columbia † ‡                                        |
| 51825 Davidbrown     | 2001 OQ33      | David M. Brown (1956 – 2003), ameriški astronavt, ki se je umrl (skupaj z ostalimi astronavti) v nesreči raketoplana Columbia † ‡                                             |
| 51826 Kalpanachawla  | 2001 OB34      | Kalpana Chawla (1962 – 2003), ameriška astronavtka, ki se je umrla (skupaj z ostalimi astronavti) v nesreči raketoplana Columbia † ‡                                          |
| 51827 Laurelclark    | 2001 OH38      | Laurel B. Clark (1961 – 2003), ameriška astronavtka, ki se je umrla (skupaj z ostalimi astronavti) v nesreči raketoplana Columbia † ‡                                         |
| 51828 Ilanramon      | 2001 OU39      | Ilan Ramon (1954 – 2003), izraelski astronavt, ki se je umrl (skupaj z ostalimi astronavti) v nesreči raketoplana Columbia † ‡                                                |
| 51829 Williemccool   | 2001 OD41      | William C. "Willie" McCool (1954 – 2003), ameriški astronavt, ki se je umrl (skupaj z ostalimi astronavti) v nesreči raketoplana Columbia † ‡                                 |
| 51895 Biblialexa     | 2001 QX33      | Knjižnica v Aleksandriji, sodobna naslednica stare aleksandrijske knjižnice †                                                                                                 |
| 51901–52000          |                | |
| 51983 Hönig          | 2001 SZ8       | Sebastian F. Hönig, nemški ljubiteljski astronom † ‡ Arhivirano 2005-02-14 na Wayback Machine.                                                                                |

| Predhodnik: 50001–51000 | Pomeni imen asteroidov Seznam asteroidov (51001-51250) Seznam asteroidov (51251-51500) Seznam asteroidov (51501-51750) Seznam asteroidov (51751-52000) | Naslednik: 52001–53000 |